# إس سي إي بند ستوديو
اس سي أي بند ستوديو (بالإنجليزية: SCE Bend Studio)‏ هي شركة أمريكية متخصصة في ألعاب الفيديو، تأسست عام 1994 ويقع مقرها في أوريغون. من أشهر ألعابها أنشارتد: الهاوية الذهبية، وأخر لعبه من تطويره كانت لعبة أيام مضت.

## من ألعابها
باسم ايديتيك
| عام  | اسم اللعبة               | المنصة      |
| ---- | ------------------------ | ----------- |
| 1994 | Columbo's Mystery Capers | Newton      |
| 1996 | بوبزي 3دي                | بلاي ستيشن  |
| 1999 | سيفون فلتر (لعبة 1999)   | PlayStation |
| 2000 | سيفون فلتر 2             | PlayStation |

باسم بند استوديو
| عام  | اسم اللعبة                    | المنصة                                  |
| ---- | ----------------------------- | --------------------------------------- |
| 2001 | سيفون فلتر 3                  | PlayStation                             |
| 2004 | سيفون فلتر:سلالة أوميغا       | بلاي ستيشن 2                            |
| 2006 | سيفون فلتر:عامل التصفية       | بلاي ستيشن بورتبل، PlayStation 2        |
| 2007 | سيفون فلتر:ظل لوغان           | PlayStation Portable, PlayStation 2     |
| 2007 | سيفون فلتر:ظل لوغان           | بلاي ستيشن نيتورك (PSP)                 |
| 2009 | ريزستنس: ريتريبوشن            | PlayStation Portable                    |
| 2011 | أنشارتد:الهاوية الذهبية       | بلاي ستيشن فيتا                         |
| 2012 | أنشارتد: القتال من أجل الثروة | PlayStation Vita                        |
| 2019 | أيام مضت                      | بلاي ستيشن 4 (2019) بلاي ستيشن 5 (2020) |